# Gavino Matta
Gavino Matta (født 9. juni 1910 i Sassari på Sardinien, død 20. januar 1954) var en italiensk bokser som deltog i de olympiske lege 1936 i Berlin.
Matta vandt en sølvmedalje i boksning under OL 1936 i Berlin. Han kom på en andenplads i vægtklassen, fluevægt. I finalen tabte han til Willi Kaiser fra Tyskland. Der var 24 boksere fra 24 lande som stillede op i vægtklassen som blev afholdt fra den 10. til 15. august 1936.